# Hoplaster
Hoplaster is een geslacht van zeesterren uit de familie Odontasteridae.

## Soorten
- Hoplaster kupe McKnight, 1973
- Hoplaster spinosus Perrier in Milne-Edwards, 1882